# Boreomysis chelata
Boreomysis chelata är en kräftdjursart som beskrevs av Yakov Avadievich Birstein och Tchindonova 1958. Boreomysis chelata ingår i släktet Boreomysis och familjen Mysidae. Inga underarter finns listade i Catalogue of Life.